# Vaszilij Vasziljevics Golovacsov
Vaszilij Vasziljevics Golovacsov (oroszul: Василий Васильевич Головачёв) orosz sci-fi-szerző, forgatókönyvíró, producer.

## Élete
1972-ben szerezte rádiómérnöki diplomáját. 1972–1974 között katona volt. Több, mint 40 regényt írt. Nős, két gyermek apja.

## Munkássága
Az egyik legnépszerűbb kortárs sci-fi-író. Munkái több, mint 18 millió példányban jelentek meg.

## Díjai
Pályafutása során több mint 40 különböző díjat nyert.
- 2004: Aelita-díj

## Fordítás
- Ez a szócikk részben vagy egészben  a(z)   Головачёв, Василий Васильевич című orosz Wikipédia-szócikk fordításán alapul.  Az eredeti cikk szerkesztőit annak laptörténete sorolja fel. Ez a jelzés csupán a megfogalmazás eredetét és a szerzői jogokat jelzi, nem szolgál a cikkben szereplő információk forrásmegjelöléseként.